# Giro della Toscana 2022
Il Giro della Toscana - Memorial Alfredo Martini 2022, novantaquattresima edizione della corsa, valida come prova dell'UCI Europe Tour 2022 categoria 1.1 e come undicesima della Ciclismo Cup 2022, si è svolto il 14 settembre su un percorso di 199,2 km, con partenza e arrivo a Pontedera, in Italia. La vittoria fu appannaggio dello svizzero Marc Hirschi, che completò il percorso in 4h55'37", alla media di 40,722 km/h, precedendo l'italiano Lorenzo Rota e il colombiano Daniel Martínez.
Sul traguardo di Pontedera 38 ciclisti, su 127 partiti dalla stessa località, portarono a termine la competizione.

## Squadre e corridori partecipanti
| N.    | Cod. | Squadra                  |
| ----- | ---- | ------------------------ |
| 2-8   | EFE  | EF Education-EasyPost    |
| 11-17 | AQT  | Astana Qazaqstan Team    |
| 21-26 | COF  | Cofidis                  |
| 31-37 | IGD  | Ineos Grenadiers         |
| 41-46 | IWG  | Intermarché-Wanty-Gobert |
| 51-57 | IPT  | Israel-Premier Tech      |
| 61-67 | LTS  | Lotto Soudal             |
| 71-77 | MOV  | Movistar Team            |
| 81-87 | UAD  | UAE Team Emirates        |
| 91-97 | BCF  | Bardiani-CSF-Faizanè     |

| N.      | Cod. | Squadra                         |
| ------- | ---- | ------------------------------- |
| 111-117 | DRA  | Drone Hopper-Androni Giocattoli |
| 121-127 | EOK  | Eolo-Kometa Cycling Team        |
| 131-137 | TEN  | TotalEnergies                   |
| 141-147 | BTC  | Beltrami TSA-Tre Colli          |
| 151-157 | GTS  | Giotti Victoria-Savini Due      |
| 161-167 | MGK  | MG.K Vis Colors for Peace VPM   |
| 171-177 | COR  | Team Corratec                   |
| 181-187 | ZEF  | Zalf Euromobil Fior             |
| 191-197 | IWM  | Work Service Vitalcare Vega     |

## Ordine d'arrivo (Top 10)
| Pos. | Corridore        | Squadra     | Tempo    |
| ---- | ---------------- | ----------- | -------- |
| 1    | Marc Hirschi     | UAE         | 4h53'30" |
| 2    | Lorenzo Rota     | Intermarché | s.t.     |
| 3    | Daniel Martínez  | Ineos       | s.t.     |
| 4    | Einer Rubio      | Movistar    | s.t.     |
| 5    | Esteban Chaves   | EF          | s.t.     |
| 6    | Alex Aranburu    | Movistar    | a 13"    |
| 7    | Andreas Kron     | Lotto       | s.t.     |
| 8    | Paul Double      | MG.K Vis    | s.t.     |
| 9    | Guillaume Martin | Cofidis     | s.t.     |
| 10   | Andrij Ponomar   | Drone       | s.t.     |